# Barren Island
Barren Island is een klein vulkanisch eiland en actieve stratovulkaan in de Andamanse Zee. Het eiland maakt deel uit van de Indiase eilandengroep de Andamanen. Het is een van de meest oostelijk gelegen eilanden van deze groep en ligt ongeveer 135 km ten noordoosten van Port Blair. Er zijn sinds 1787 meer dan tien uitbarstingen van de vulkaan waargenomen, waarvan de laatste begon op 16 oktober 2013. Het is de enige actieve vulkaan in Zuid-Azië. De hoogte van de vulkaan vanaf de zeebodem is 2250 m, en de caldera heeft een diameter van 2 km. Een andere vulkaan in de Andamanen, de slapende Narcondam, ligt 150 km ten noorden van Barren Island.